# Station La Bouteille
Station La Bouteille is een spoorwegstation in de Franse gemeente La Bouteille.